# Dilbert
Dilbert és una tira còmica satírica dibuixada i guionitzada per Scott Adams ha aparegut en els periòdics des de 1989 sobre un entorn d'oficina micro-gestionat, caracteritzant a l'enginyer de programari epònim.
En Dilbert està absorbit per la feina i per un cap dèspota i maleducat, que sempre li exigeix responsabilitats més enllà de la lògica. El personatge comparteix la seva vida amb en Dogbert, el seu irreverent, egocèntric i megalòman gos, i altres personatges secundaris com el becari sobreexplotat, el cap inútil, el company de feina que no fa brot o la secretària que es dedica a fer-li la vida impossible al treballadors entre d'altres, en una original retrat del present i símbol per a tots els desencantats del món laboral. La descarnada visió que ofereix del mateix suposa així mateix una primícia, ja que en 'Dilbert' és la primera sèrie animada que aborda aquest tema amb sarcasme.
La tira ha donat lloc a diversos llibres, una sèrie animada de TV de dues temporades (1999 i 2000) i nombrosos productes enllaçats que van des de ninots farcits fins a gelats. En 2022 fou cancel·lada per San Francisco Chronicle, i en 2023 per The Washington Post, USA Today i Los Angeles Times en considerar que va introduir el primer personatge negre (Dave the Black Engineer) per burlar-se de la cultura woke.